# ديجين كومار راي شودري
دويجيندرا كومار روي شودري (بالإنجليزية:  Dwijendra Kumar Ray-Chaudhuri)‏ (مواليد 1 نوفمبر 1933) هو أستاذ فخري في جامعة ولاية أوهايو.  في عام 1968 حل هو وطالبه ر. إم. ويلسون معًا معضلة التلميذات لكيركمان  والتي ساهمت في تطوير نظرية التصميم.
حصل على درجة الماجستير. (1956) في الرياضيات من كلية العلوم راجابازار الشهيرة، جامعة كالكوتا ودكتوراه في التوافقية (1959) من جامعة نورث كارولينا في تشابل هيل. شغل منصب مستشار في  كلية كورنيل الطبية و سلون كيترينج، أستاذ ورئيس قسم الرياضيات في جامعة ولاية أوهايو، وكذلك أستاذ زائر في جامعة جوتنجن وجامعة إرلانجن في ألمانيا وجامعة لندن ومعهد تاتا للبحوث الأساسية  في مومباي.
وهو مشهور بعمله في نظرية التصميم ونظرية اكواد تصحيح الأخطاء، حيث يتم تسمية صنف اكواد BCH جزئيًا باسمه وباسم الدكتور المساعد له بوس (bose).  حصل راي شودري على ميدالية أويلر من معهد التوافقيات وتطبيقاتها لمساهماته المهنية في التوافقيات. في عام 2000، ظهر في احتفال بمناسبة عيد ميلاده الخامس والستين.  في عام 2012 أصبح زميلًا في الجمعية الرياضية الأمريكية. 

## الأوسمة والجوائز والزمالات
- جائزة العلماء الأمريكيين الكبار لمؤسسة هومبولت في ألمانيا.

- جائزة البحث الأول المتميز من جامعة ولاية أوهايو.

- رئيس المنتدى في نيودلهي.

- زميل مؤسسة ICA.

- وسام أويلر من ICA. [11]

- زميل الجمعية الرياضية الأمريكية. [12]

## منشورات مختارة
- RC Bose و DK Ray-Chaudhuri: في فئة تصحيح الخطأ رموز المجموعة الثنائية المعلومات والتحكم 3 (1): 68-79 (مارس 1960).

- CT Abraham ، S. P Ghosh and DK Ray-Chaudhuri: مخططات تنظيم الملفات على أساس الهندسة المحدودة. المعلومات والرقابة، 1968.

- DK Ray-Chaudhuri و RM Wilson: حل مشكلة تلميذة كيركمان. بروك. سيمب. الرياضيات البحتة، 1971.

- DK Ray-Chaudhuri و RM Wilson: عن تصميمات t. مجلة أوساكا للرياضيات 1975.